# 997
Năm 997 là một năm trong lịch Julius.